# August Naujock
 Ikke at forveksle med Alfred Naujocks.
 August Naujock (28. december 1896 - 4. april 1966) var under 2. verdenskrig den første Gestapo-chef på Staldgården ved Koldinghus og bestred posten fra september 1943 til juni 1944, hvor han blev afløst af Thees Burfeind. Både Burfeind og Naujock deltog i forhørene, men Burfeind forlod for det meste lokalet, når torturen begyndte, mens Naujock personligt tog del i mishandlingerne.